# 48 دوريس
دوريس (أو 48 دوريس وفق تسمية الكوكب الصغير) (بالإنجليزية: 48 Doris)‏ هو كويكب ضمن حزام الكويكبات؛ وهو الكويكب الثامن والأربعون من حيث ترتيب الاكتشاف.
اكتشف هيرمان غولدشميت هذا الكويكب في التاسع عشر من سبتمبر سنة 1857؛ وأسماه دوريس، على اسم إحدى الآلهة وفق الأساطير الإغريقية.